# Albano Pereira
Pour les articles homonymes, voir Albano et Pereira.
Albano Narciso Pereira, plus communément appelé Albano, est un footballeur portugais né le 21 décembre 1922 à Seixal et mort le 5 mars 1990. Il évoluait au poste d'attaquant.

## Biographie
Grand joueur du Sporting Portugal des années 1940, il est l'un des « cinq violons » avec Fernando Peyroteo, Jesus Correia, Manuel Vasques et José Travassos.
Il remporte 8 championnats et 4 coupes avec le Sporting. Il est par ailleurs finaliste de la Coupe Latine en 1949.
International, il reçoit 15 sélections en équipe du Portugal entre 1947 et 1954.

## Carrière
- 1941-1943 :  Seixal FC
- 1943-1957 :  Sporting Portugal

## Palmarès

### En club
Avec le Sporting Portugal :
- Champion du Portugal en 1944, 1947, 1948, 1949, 1951, 1952, 1953 et 1954
- Vainqueur de la Coupe du Portugal en 1945, 1946, 1948 et 1954
- Finaliste de la Coupe Latine en 1949